# Symbolischer Friedhof (Hohe Tatra)

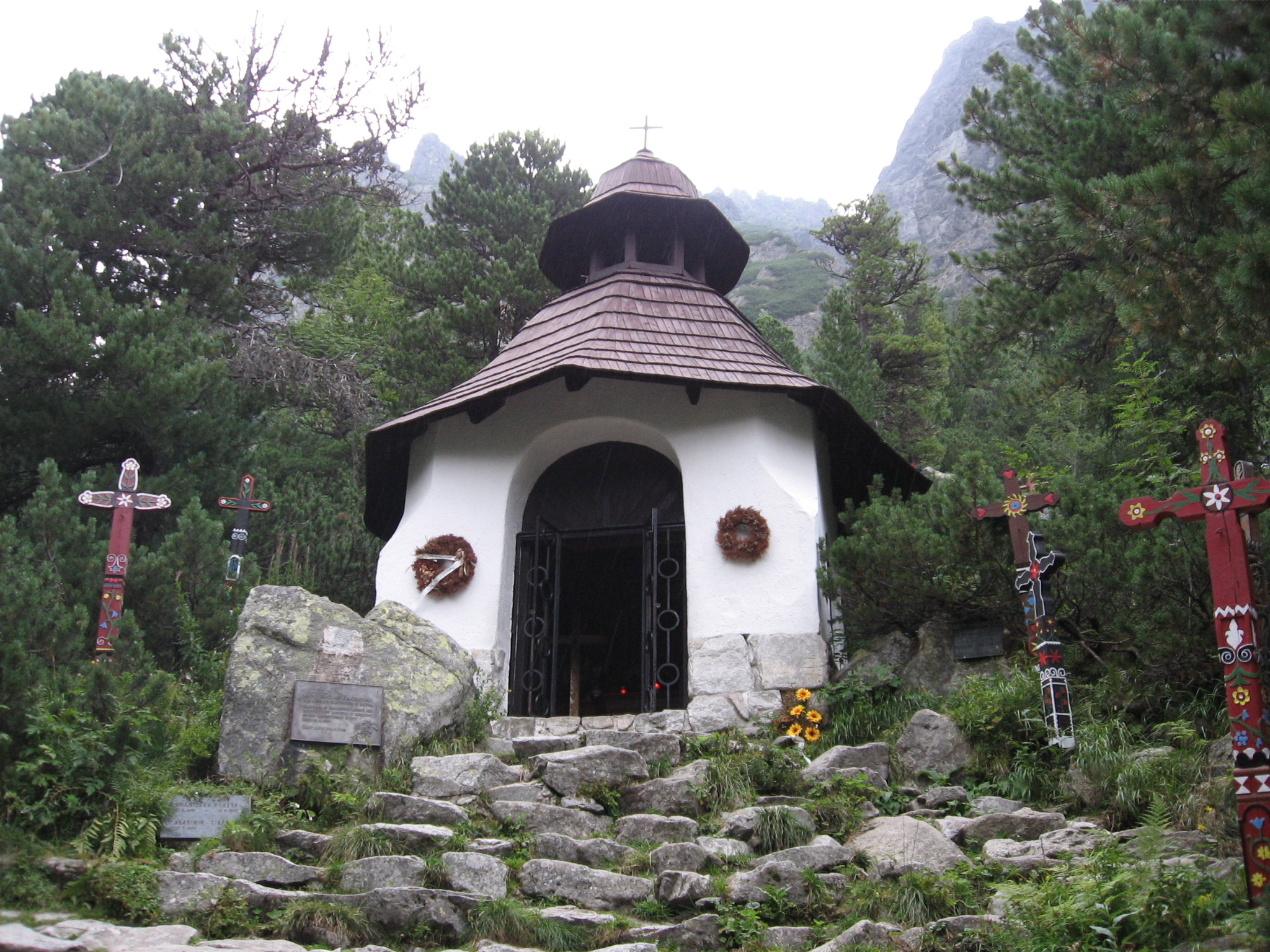
Die Friedhofskapelle

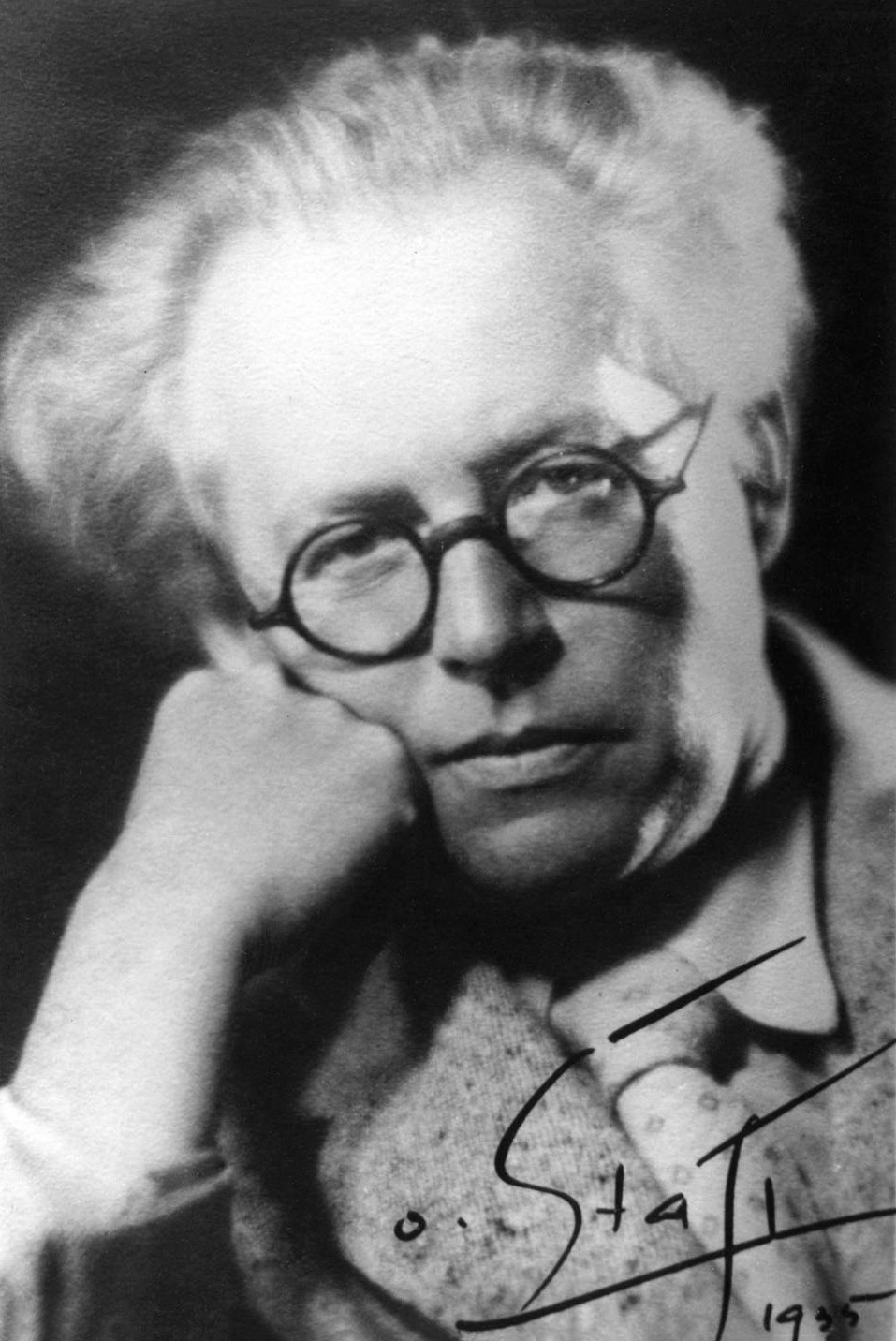
Otakar Štáfl

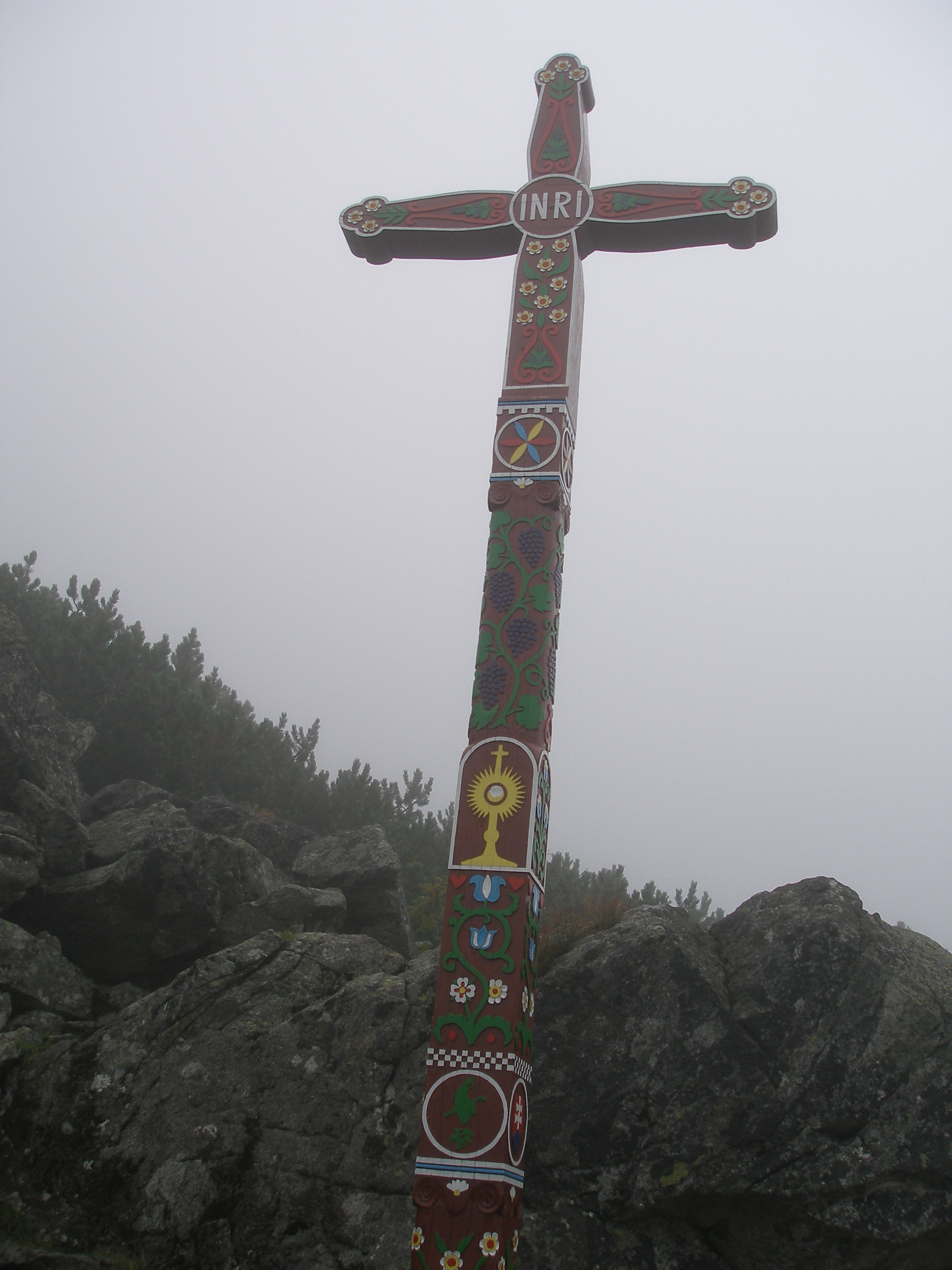
6 m hohes Kreuz am Eingang vom Popradské pleso aus

Der Symbolische Friedhof (slowakisch Symbolický cintorín, Symbolický cintorín pri Popradskom plese) in der Hohen Tatra befindet sich seit 1940 am Steilhang des Ostrva unweit des Bergsees Popradské pleso in einem Zirbel-Hain mit Steinblöcken auf einer Höhe von 1525 m n.m. mit Gedenktafeln für die in der Hohen Tatra sowie in anderen Gebirgen Gestorbenen.
Erreichbar ist der Friedhof über den gelben Wanderweg vom Popradské pleso aus oder über einen Abzweig aus dem blauen Wanderweg zwischen der Haltestelle Popradské pleso der Elektrischen Tatrabahn und dem Popradské pleso.

## Geschichte
Die Idee zur Errichtung eines Symbolischen Friedhofs entwickelte 1930 der tschechische akademische Maler Otakar Štáfl, der die Slowakei schon zu Zeiten Österreich-Ungarns besuchte. Ein Grundgedanke war, die bis dato an der jeweiligen Unglücksstelle stehenden Gedenktafeln auf einem Platz zu konzentrieren. Mit seiner Gattin und einigen Freunden begann er 1936 die Anlage des Friedhofs. Der Holzschnitzer Jozef Fekiač-Šumný aus Detva fertigte insgesamt 60 farbige Holzkreuze für den Friedhof, während lokale Betriebe die kleine Kapelle aufbauten. Otakar Štáfl selbst steuerte das Ölgemälde „Abtransport eines verletzten Bergsteigers“ bei.
Unter dem Motto „Den Toten zur Ehre, den Lebenden zur Warnung“ wurde der Friedhof am 11. August 1940 bei Anwesenheit des Präsidenten der Slowakischen Republik Jozef Tiso sowie des Bischofs von Zips eröffnet. Die erste Tafel ist dem ungarischen Bergsteiger Jenő Wachter gewidmet, der 1907 beim Abseilen vom Žabí kôň in der Hohen Tatra abstürzte. Auf einem Steinblock am Eingang steht unter dem slowakischen Wappen das Motto „Den bekannten und unbekannten Opfern der Hohen Tatra“. Seit 1970 ist der Friedhof ein nationales Kulturdenkmal.

## Gegenwart
Heute betreut die Verwaltung des Tatra-Nationalparks den Friedhof. Nach deren Angaben befinden sich mehr als 370 Gedenktafeln mit mehr als 500 Namen auf dem Friedhof (Stand 2019). Es stehen 77 Holzkreuze am Friedhof, davon sind 47 ursprüngliche Kreuze. Aufgrund ästhetischer Gründe sowie begrenzter Platzverhältnisse lässt die Verwaltung nur bis zu etwa 10 neue Plaketten jährlich zu.

## Ähnliche Friedhöfe
Auch in anderen Gebirgen der Slowakei gibt es ähnliche Friedhöfe. Hierzu gehören Friedhöfe bei Zverovka in der Westtatra, im Vrátna-Tal in der Kleinen Fatra, bei Kláštorisko im Slowakischen Paradies, bei der Berghütte Kráľova studňa in der Großen Fatra sowie in Demänovská Dolina in der Niederen Tatra.